# Act One Ventures
Act One Ventures es una firma de capital de riesgo con sede en Los Ángeles, California. Fundada en 2016, la empresa se especializa en inversiones en etapas iniciales, particularmente en sectores como software empresarial, comercio electrónico y herramientas para desarrolladores.

## Historia
La firma fue fundada por Michael Silton y Alejandro Guerrero en 2016. Desde su creación, Act One Ventures ha centrado sus actividades en el financiamiento de empresas emergentes en etapa semilla y pre-semilla en Estados Unidos. En 2021, la firma anunció el cierre de su segundo fondo, con un capital de 50 millones de dólares, destinado a ampliar su portafolio de inversiones en empresas tecnológicas emergentes.

## Actividad de inversión
Act One Ventures realiza inversiones iniciales en startups del ámbito tecnológico. Sus áreas de enfoque incluyen software como servicio (SaaS), soluciones para comercio electrónico y herramientas orientadas a desarrolladores. La firma también ha sido identificada con iniciativas que promueven prácticas equitativas en la distribución de acciones dentro de startups.

## Portafolio
Entre las empresas en las que Act One Ventures ha invertido se encuentran:
- Caden: herramienta de gestión de privacidad y monetización de datos personales.
- Kinside: plataforma para localizar y pagar servicios de cuidado infantil utilizando beneficios laborales.
- LoanSnap: servicio de préstamos hipotecarios basado en inteligencia artificial.
- Squire: software de gestión para barberías.
- Tactiq: herramienta de análisis de conversaciones para reuniones virtuales.
- Canopy: plataforma para la gestión de tareas y comunicaciones en equipos remotos.
- ControlHub: sistema de compras corporativas orientado a equipos de ingeniería.
- Chipper: aplicación financiera para la gestión de préstamos estudiantiles.